# Bangalaia duffyi
Bangalaia duffyi är en skalbaggsart som beskrevs av Stefan von Breuning 1962. Bangalaia duffyi ingår i släktet Bangalaia och familjen långhorningar.
Artens utbredningsområde är Sierra Leone. Inga underarter finns listade.